# HD 89911
HD 89911，又名BD-19 2987，SAO 155935、HR 4076，是一颗恒星，视星等为6.13，位于銀經261.4，銀緯30.72，其B1900.0坐标为赤經10h 17m 25.9s，赤緯-19° 30.72′ 44″。